# ツェツィーリエンホーフ宮殿

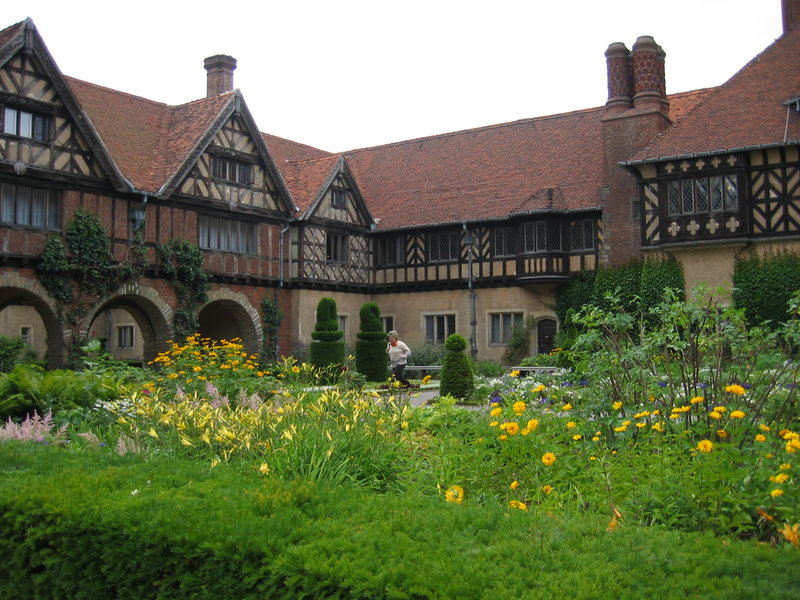
ツェツィーリエンホーフ宮殿

ツェツィーリエンホーフ宮殿（ツェツィーリエンホーフきゅうでん、ドイツ語: Schloss Cecilienhof）は、ドイツのポツダムにある宮殿。

## 概要
1917年に当時皇太子であったヴィルヘルム・フォン・プロイセンのために建設された。名の由来は、妃ツェツィーリエ。
日本ではポツダム会談が開かれた場所として有名。 1945年に赤軍によって占領された。
1990年に、宮殿の建物および庭園は「ポツダムとベルリンの宮殿群と公園群」の1つとしてユネスコの世界遺産（文化遺産）に登録された。一部がホテルとして利用されている。